# Омбији
Омбији (фр. Ambilly) насеље је и општина у источној Француској у региону Рона-Алпи, у департману Горња Савоја која припада префектури Сен Жилијен ан Женвоа.
По подацима из 2011. године у општини је живело 6001 становника, а густина насељености је износила 4800,8 становника/km². Општина се простире на површини од 1,25 km². Налази се на средњој надморској висини од 420 метара (максималној 435 m, а минималној 410 m).

## Демографија
| 1962. | 1968. | 1975. | 1982. | 1990. | 1999. | 2011. |
| ----- | ----- | ----- | ----- | ----- | ----- | ----- |
| 3.254 | 4.337 | 5.582 | 5.224 | 5.904 | 5.808 | 6.001 |

График промене броја становника у току последњих година